# Séraphin-Médéric Mieusement
Séraphin-Médéric Mieusement, conegut sovint només com a Mieusement (nascut a Gonneville-la-Mallet el 12 de març de 1840, mort a Pornic el 10 de setembre de 1905) va ser un fotògraf d'arquitectura francès especialitzat en el retrat de monuments històrics i edificis religiosos.
Les seves fotografies es consideren avui un testimoni extraordinari que ha permès en moltes ocasions la reconstrucció acurada dels edificis retratats per ell.

## Biografia

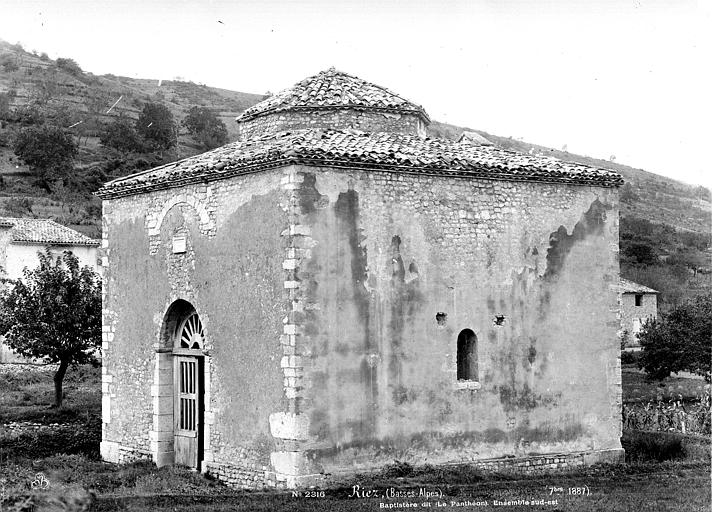
Baptisteri de Riez a la Provença, monument paleocristià del segle VI. Fotografia de Séraphin-Médéric Mieusement (setembre de 1887)

Séraphin-Médéric Mieusement va ser fotògraf des dels dinou anys amb l'arquitecte Félix Duban, encarregat de la restauració del castell de Blois. Va freqüentar llavors Gabriel Blaise i Charles de la Follye.
De 1861 a 1863 Mieusement va treballar amb Charles de Souancé, fotògraf a Ballan, Indre-et-Loire, com a ajudant de càmera.
El 23 de setembre de 1859, Félix Duban el va qualificar en una carta, com "un noi molt llest i molt simpàtic". Aquest reconeixement va animar Mieusement a establir-se com a fotògraf a Blois, on va treballar, primer amb Pillon el 1863, i després en solitari a partir del 1864. Allà va conèixer Émile Pouve. Va exposar a Londres el 1862 i a la Societat Francesa de Fotografia el 1864.

## Fotògraf oficial
Després d'haver ofert els seus serveis per primera vegada en va, va començar a treballar per a l’Oficina de Monuments Històrics a partir de 1875. El 1878, després d'un encàrrec, va presentar una cinquantena de fotografies de monuments en restauració a l'Exposició Universal, on va obtenir una medalla de plata.
Amb el seu títol de fotògraf adscrit a la Commission des Monuments Historiques, Mieusement s'esforçarà per guanyar altres mercats. Va ser admès a la Societat Francesa de Fotografia i va esdevenir president de la Societat d'Excursions Artístiques de Loir-et-Cher.

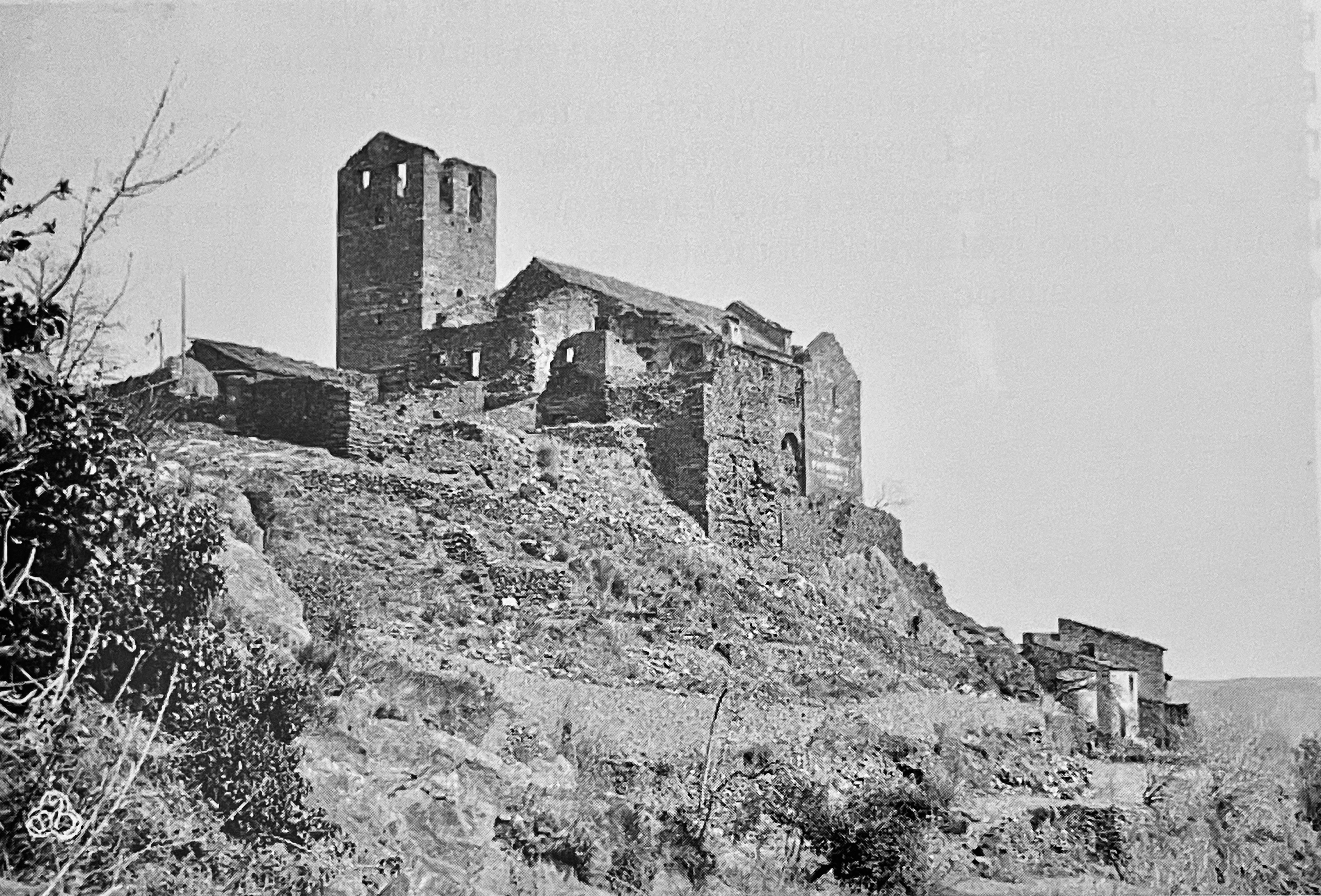
Priorat de Serrabona (Catalunya Nord), fotografiat per Mieuesement vers el 1870.

El 1881 arriba a un acord amb el Ministeri de Cultes per reproduir les catedrals de França. L'any 1883 signa un conveni amb la Commission des Monuments Historiques, contracte que li atorga l'explotació comercial d'algunes de les fotografies dels Monuments Històrics.
El 1885 s'instal·là a París, a 13 rue de Passy. Després va treballar per tota França, sobretot entre 1887 i 1888, i després el 1895 a la Provença.El 1890, va cedir la seva concessió com a fotògraf de monuments històrics al seu gendre Paul Robert.
Els anys 1893 i 1894 va estar en una missió de treball a Algèria per al Ministeri de Culte i després es va retirar a Blois. Va morir el 1905 a l'hospici de Pornic.

## Col·leccions
L'Arxiu Fotogràfic (Mediateca d'Arquitectura i Patrimoni) guarda més de 6.000 negatius de Mieusement, fruit del seu treball per a la Commission des Monuments Historiques i per al Departament de Cultes. Tanmateix, no és una gran quantitat, perquè el 1884 la seva producció ja s'estimava en més de 40.000 negatius.

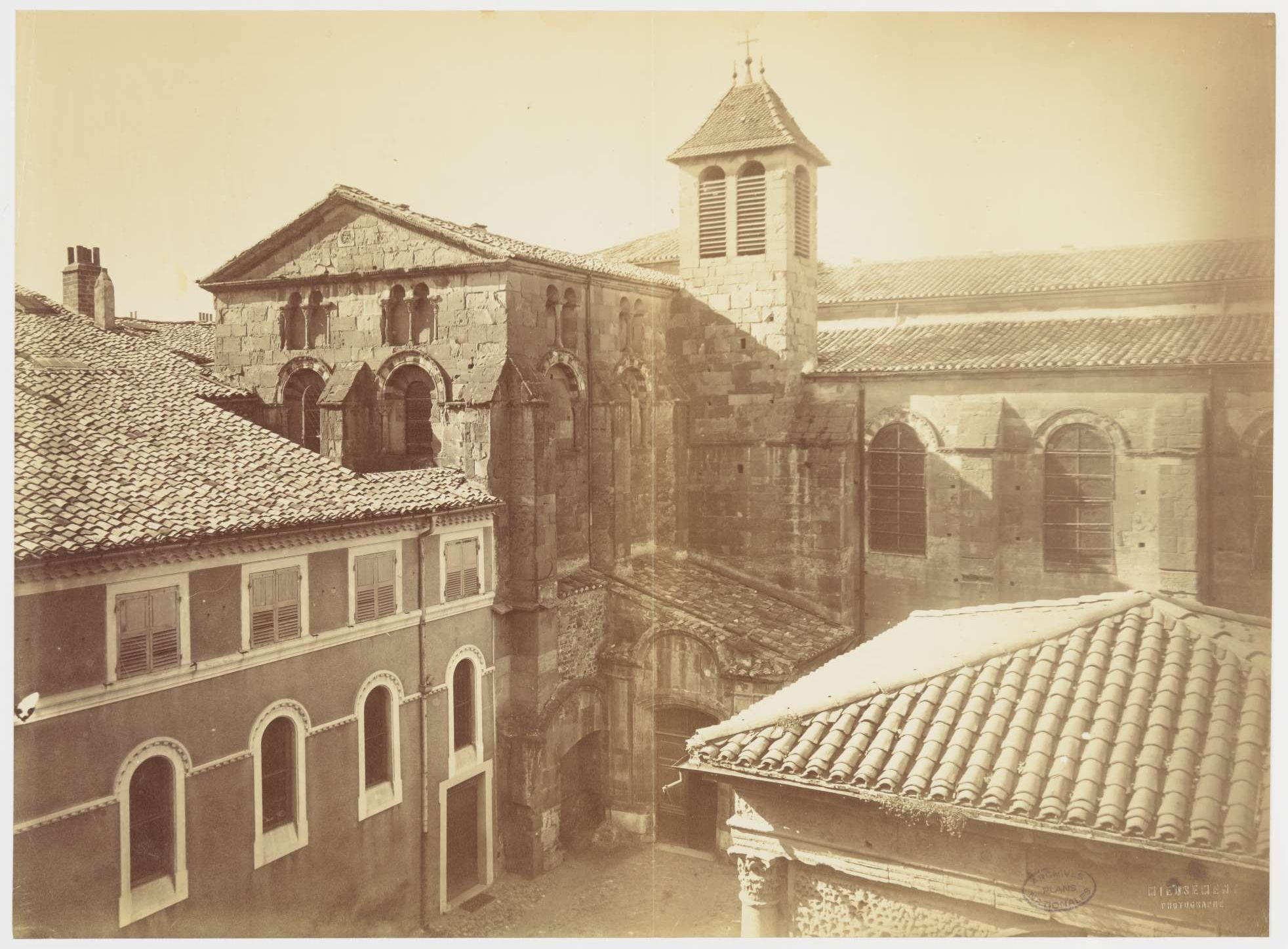
Catedral de Saint-Apollinaire a Valença (1884)
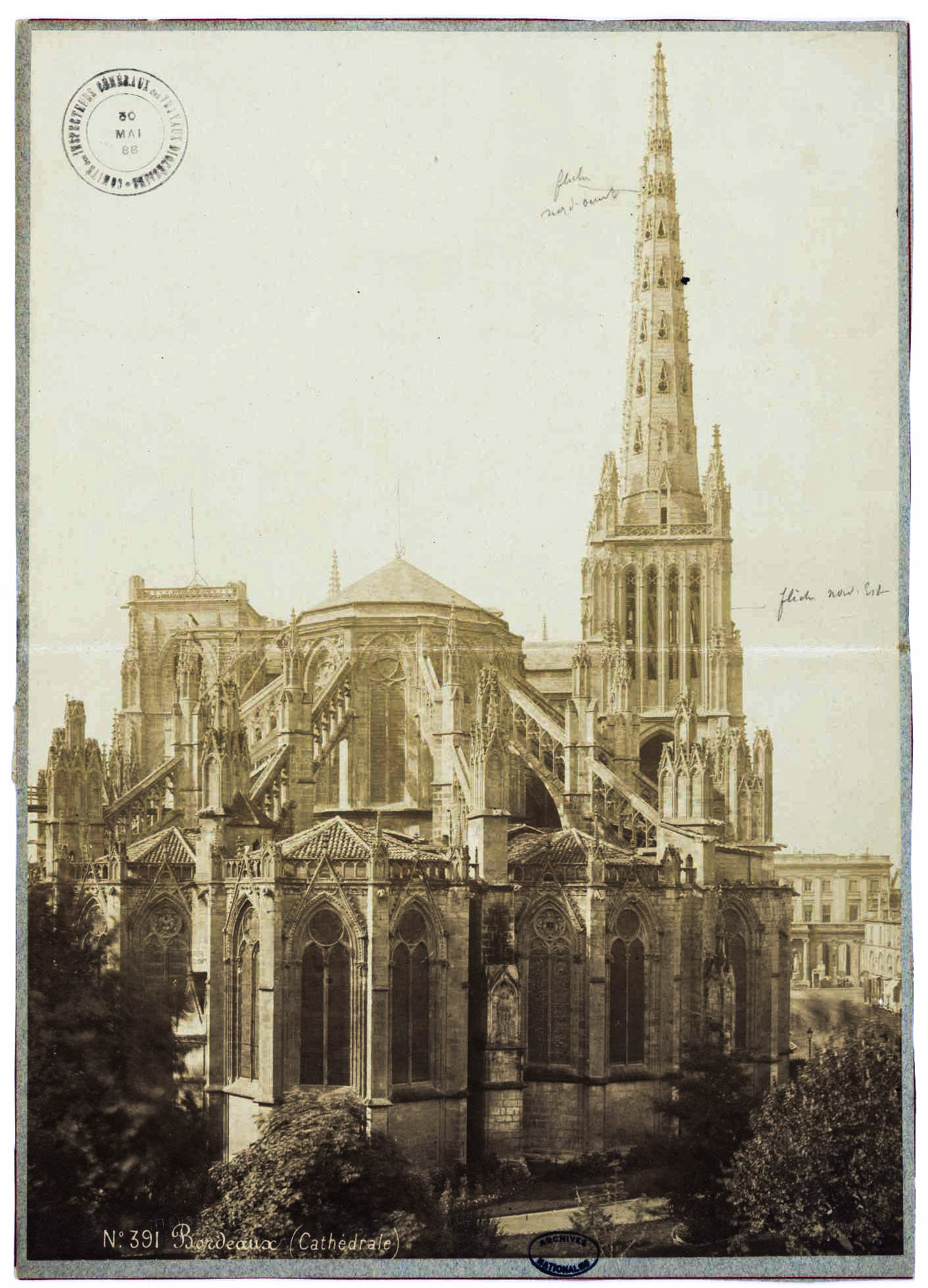
Catedral de Saint-André de Bordeus (1888)
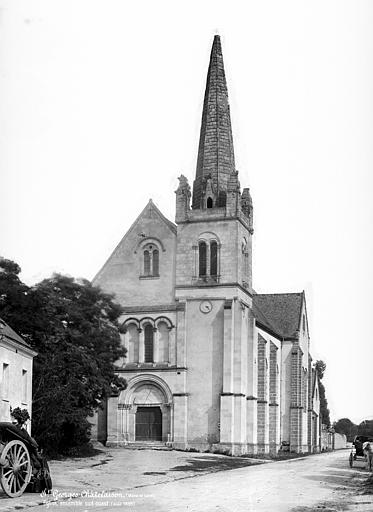
Església de Saint-Georges-sur-Layon (1888)